# Wereldkampioenschap superbike van Brands Hatch 2000 (augustus)
Het wereldkampioenschap superbike van Brands Hatch 2000 in augustus was de tiende ronde van het wereldkampioenschap superbike en de achtste ronde van het wereldkampioenschap Supersport 2000. De races werden verreden op 6 augustus 2000 op Brands Hatch nabij West Kingsdown, Verenigd Koninkrijk.

## Superbike

### Race 1
| Pos | Nr  | Rijder               | Constructeur | Rondes | Tijd                | Grid | Punten |
| --- | --- | -------------------- | ------------ | ------ | ------------------- | ---- | ------ |
| 1   | 21  | Troy Bayliss         | Ducati       | 25     | 36:35.753           | 3    | 25     |
| 2   | 48  | Neil Hodgson         | Ducati       | 25     | +0.235              | 1    | 20     |
| 3   | 49  | Chris Walker         | Suzuki       | 25     | +8.782              | 8    | 16     |
| 4   | 47  | John Reynolds        | Ducati       | 25     | +11.737             | 11   | 13     |
| 5   | 41  | Noriyuki Haga        | Yamaha       | 25     | +12.516             | 16   | 11     |
| 6   | 3   | Troy Corser          | Aprilia      | 25     | +14.658             | 10   | 10     |
| 7   | 111 | Aaron Slight         | Honda        | 25     | +15.839             | 7    | 9      |
| 8   | 7   | Pierfrancesco Chili  | Suzuki       | 25     | +16.376             | 4    | 8      |
| 9   | 4   | Akira Yanagawa       | Kawasaki     | 25     | +17.233             | 9    | 7      |
| 10  | 2   | Colin Edwards        | Honda        | 25     | +20.257             | 2    | 6      |
| 11  | 19  | Juan Borja           | Ducati       | 25     | +24.169             | 12   | 5      |
| 12  | 6   | Gregorio Lavilla     | Kawasaki     | 25     | +28.147             | 14   | 4      |
| 13  | 13  | Andreas Meklau       | Ducati       | 25     | +31.924             | 18   | 3      |
| 14  | 30  | Alessandro Antonello | Aprilia      | 25     | +33.191             | 20   | 2      |
| 15  | 155 | Ben Bostrom          | Ducati       | 25     | +37.579             | 13   | 1      |
| 16  | 39  | Alessandro Gramigni  | Yamaha       | 25     | +38.333             | 19   |        |
| 17  | 9   | Katsuaki Fujiwara    | Suzuki       | 25     | +39.764             | 17   |        |
| 18  | 35  | Giovanni Bussei      | Kawasaki     | 25     | +59.379             | 15   |        |
| 19  | 10  | Vittoriano Guareschi | Yamaha       | 25     | +1:03.186           | 22   |        |
| 20  | 18  | Markus Barth         | Yamaha       | 25     | +1:04.260           | 21   |        |
| 21  | 27  | Frédéric Protat      | Ducati       | 25     | +1:14.377           | 29   |        |
| 22  | 20  | Marco Borciani       | Ducati       | 25     | +1:15.106           | 25   |        |
| 23  | 76  | Igor Jerman          | Kawasaki     | 25     | +1:21.387           | 26   |        |
| 24  | 46  | Mauro Sanchini       | Ducati       | 25     | +1:28.971           | 24   |        |
| 25  | 38  | Lance Isaacs         | Ducati       | 24     | +1 ronde            | 33   |        |
| 26  | 91  | Daniele Morigi       | Ducati       | 24     | +1 ronde            | 34   |        |
| DNF | 28  | Jürgen Oelschläger   | Yamaha       | 18     | Uitgevallen         | 27   |        |
| DNF | 11  | Lucio Pedercini      | Ducati       | 6      | Uitgevallen         | 30   |        |
| DNF | 78  | Bertrand Stey        | Honda        | 3      | Ongeluk             | 31   |        |
| DNF | 23  | Jiří Mrkývka         | Ducati       | 1      | Uitgevallen         | 32   |        |
| DNS | 43  | Steve Hislop         | Yamaha       | 0      | Niet gestart        | 5    |        |
| DNS | 33  | Robert Ulm           | Ducati       | 0      | Niet gestart        |      |        |
| DNS | 12  | Haruchika Aoki       | Ducati       | 0      | Niet gestart        |      |        |
| DNS | 45  | James Haydon         | Ducati       | 0      | Niet gestart        |      |        |
| DNS | 32  | Massimo De Silvestro | Kawasaki     | 0      | Niet gestart        |      |        |
| DNQ | 44  | Claude-Alain Jäggi   | Honda        | 0      | Niet gekwalificeerd |      |        |

### Race 2
| Pos | Nr  | Rijder               | Constructeur | Rondes | Tijd                | Grid | Punten |
| --- | --- | -------------------- | ------------ | ------ | ------------------- | ---- | ------ |
| 1   | 48  | Neil Hodgson         | Ducati       | 25     | 36:33.880           | 1    | 25     |
| 2   | 21  | Troy Bayliss         | Ducati       | 25     | +0.732              | 3    | 20     |
| 3   | 7   | Pierfrancesco Chili  | Suzuki       | 25     | +4.759              | 4    | 16     |
| 4   | 41  | Noriyuki Haga        | Yamaha       | 25     | +7.081              | 16   | 13     |
| 5   | 4   | Akira Yanagawa       | Kawasaki     | 25     | +7.917              | 9    | 11     |
| 6   | 2   | Colin Edwards        | Honda        | 25     | +9.627              | 2    | 10     |
| 7   | 49  | Chris Walker         | Suzuki       | 25     | +16.365             | 8    | 9      |
| 8   | 6   | Gregorio Lavilla     | Kawasaki     | 25     | +29.293             | 14   | 8      |
| 9   | 13  | Andreas Meklau       | Ducati       | 25     | +31.040             | 18   | 7      |
| 10  | 9   | Katsuaki Fujiwara    | Suzuki       | 25     | +37.479             | 17   | 6      |
| 11  | 39  | Alessandro Gramigni  | Yamaha       | 25     | +37.482             | 19   | 5      |
| 12  | 10  | Vittoriano Guareschi | Yamaha       | 25     | +1:05.551           | 22   | 4      |
| 13  | 18  | Markus Barth         | Yamaha       | 25     | +1:07.960           | 21   | 3      |
| 14  | 20  | Marco Borciani       | Ducati       | 25     | +1:11.379           | 25   | 2      |
| 15  | 38  | Lance Isaacs         | Ducati       | 25     | +1:15.667           | 33   | 1      |
| 16  | 78  | Bertrand Stey        | Honda        | 24     | +1 ronde            | 31   |        |
| 17  | 155 | Ben Bostrom          | Ducati       | 24     | +1 ronde            | 13   |        |
| 18  | 11  | Lucio Pedercini      | Ducati       | 24     | +1 ronde            | 30   |        |
| 19  | 91  | Daniele Morigi       | Ducati       | 24     | +1 ronde            | 34   |        |
| DNF | 27  | Frédéric Protat      | Ducati       | 16     | Uitgevallen         | 29   |        |
| DNF | 76  | Igor Jerman          | Kawasaki     | 16     | Uitgevallen         | 26   |        |
| DNF | 46  | Mauro Sanchini       | Ducati       | 15     | Uitgevallen         | 24   |        |
| DNF | 19  | Juan Borja           | Ducati       | 12     | Ongeluk             | 12   |        |
| DNF | 111 | Aaron Slight         | Honda        | 10     | Ongeluk             | 7    |        |
| DNF | 23  | Jiří Mrkývka         | Ducati       | 9      | Uitgevallen         | 32   |        |
| DNF | 28  | Jürgen Oelschläger   | Yamaha       | 8      | Uitgevallen         | 27   |        |
| DNF | 30  | Alessandro Antonello | Aprilia      | 5      | Uitgevallen         | 20   |        |
| DNF | 47  | John Reynolds        | Ducati       | 2      | Uitgevallen         | 11   |        |
| DNF | 35  | Giovanni Bussei      | Kawasaki     | 2      | Uitgevallen         | 15   |        |
| DNF | 3   | Troy Corser          | Aprilia      | 0      | Ongeluk             | 10   |        |
| DNS | 43  | Steve Hislop         | Yamaha       | 0      | Niet gestart        | 5    |        |
| DNS | 33  | Robert Ulm           | Ducati       | 0      | Niet gestart        |      |        |
| DNS | 12  | Haruchika Aoki       | Ducati       | 0      | Niet gestart        |      |        |
| DNS | 45  | James Haydon         | Ducati       | 0      | Niet gestart        |      |        |
| DNS | 32  | Massimo De Silvestro | Kawasaki     | 0      | Niet gestart        |      |        |
| DNQ | 44  | Claude-Alain Jäggi   | Honda        | 0      | Niet gekwalificeerd |      |        |

## Supersport
| Pos | Nr | Rijder                | Constructeur | Rondes | Tijd         | Grid | Punten |
| --- | -- | --------------------- | ------------ | ------ | ------------ | ---- | ------ |
| 1   | 15 | Paolo Casoli          | Ducati       | 23     | 34:58.073    | 2    | 25     |
| 2   | 31 | Karl Muggeridge       | Honda        | 23     | +0.224       | 1    | 20     |
| 3   | 2  | Iain MacPherson       | Kawasaki     | 23     | +0.288       | 10   | 16     |
| 4   | 59 | Jim Moodie            | Yamaha       | 23     | +1.883       | 3    | 13     |
| 5   | 17 | Pere Riba             | Honda        | 23     | +2.871       | 4    | 11     |
| 6   | 6  | Christian Kellner     | Yamaha       | 23     | +4.563       | 8    | 10     |
| 7   | 5  | Rubén Xaus            | Ducati       | 23     | +5.031       | 5    | 9      |
| 8   | 1  | Stéphane Chambon      | Suzuki       | 23     | +14.283      | 15   | 8      |
| 9   | 44 | Antonio Carlacci      | Yamaha       | 23     | +14.727      | 14   | 7      |
| 10  | 14 | Christophe Cogan      | Yamaha       | 23     | +15.271      | 11   | 6      |
| 11  | 7  | Fabrizio Pirovano     | Suzuki       | 23     | +16.393      | 12   | 5      |
| 12  | 22 | Werner Daemen         | Yamaha       | 23     | +23.210      | 20   | 4      |
| 13  | 12 | Andrew Pitt           | Kawasaki     | 23     | +23.322      | 7    | 3      |
| 14  | 21 | Massimo Meregalli     | Yamaha       | 23     | +23.465      | 18   | 2      |
| 15  | 64 | Dean Thomas           | Ducati       | 23     | +23.620      | 13   | 1      |
| 16  | 40 | Kevin Curtain         | Yamaha       | 23     | +23.679      | 25   |        |
| 17  | 29 | Christer Lindholm     | Yamaha       | 23     | +39.767      | 27   |        |
| 18  | 8  | Cristiano Migliorati  | Suzuki       | 23     | +39.847      | 24   |        |
| 19  | 18 | Vittorio Iannuzzo     | Yamaha       | 23     | +41.367      | 26   |        |
| 20  | 55 | Norino Brignola       | Yamaha       | 23     | +41.368      | 21   |        |
| 21  | 19 | Walter Tortoroglio    | Ducati       | 23     | +46.600      | 28   |        |
| 22  | 28 | Michele Malatesta     | Suzuki       | 23     | +53.800      | 23   |        |
| 23  | 83 | James Ellison         | Honda        | 23     | +54.058      | 32   |        |
| 24  | 26 | Kyro Verstraeten      | Yamaha       | 23     | +1:00.028    | 30   |        |
| 25  | 9  | Wilco Zeelenberg      | Yamaha       | 23     | +1:06.419    | 31   |        |
| 26  | 82 | Gareth Kenward        | Suzuki       | 22     | +1 ronde     | 34   |        |
| DNF | 69 | James Whitham         | Yamaha       | 18     | Ongeluk      | 6    |        |
| DNF | 16 | Sébastien Charpentier | Honda        | 12     | Uitgevallen  | 22   |        |
| DNF | 10 | William Costes        | Honda        | 9      | Uitgevallen  | 29   |        |
| DNF | 99 | Fabien Foret          | Ducati       | 8      | Uitgevallen  | 9    |        |
| DNF | 61 | Fabio Capriotti       | Yamaha       | 7      | Uitgevallen  | 33   |        |
| DNF | 34 | Yves Briguet          | Ducati       | 6      | Uitgevallen  | 16   |        |
| DNF | 20 | Karl Harris           | Suzuki       | 3      | Uitgevallen  | 19   |        |
| DNF | 3  | Piergiorgio Bontempi  | Ducati       | 0      | Uitgevallen  | 17   |        |
| DNS | 4  | Jörg Teuchert         | Yamaha       | 0      | Niet gestart |      |        |

## Tussenstanden na wedstrijd

### Superbike
| Pos | Nr | Rijder              | Team    | Punten |
| --- | -- | ------------------- | ------- | ------ |
| 1   | 2  | Colin Edwards       | Honda   | 281    |
| 2   | 41 | Noriyuki Haga       | Yamaha  | 276    |
| 3   | 3  | Troy Corser         | Aprilia | 254    |
| 4   | 7  | Pierfrancesco Chili | Suzuki  | 212    |
| 5   | 21 | Troy Bayliss        | Ducati  | 187    |

### Supersport
| Pos | Nr | Rijder            | Team   | Punten |
| --- | -- | ----------------- | ------ | ------ |
| 1   | 4  | Jörg Teuchert     | Yamaha | 116    |
| 2   | 15 | Paolo Casoli      | Ducati | 109    |
| 3   | 6  | Christian Kellner | Yamaha | 99     |
| 4   | 69 | James Whitham     | Yamaha | 88     |
| 5   | 1  | Stéphane Chambon  | Suzuki | 88     |

1993 · 1995 · 1996 · 1997 · 1998 · 1999 · 2000 (I) · 2000 (II) · 2001 · 2002 · 2003 · 2004 · 2005 · 2006 · 2007 · 2008